# Pedra do Indaiá
Pedra do Indaiá is een gemeente in de Braziliaanse deelstaat Minas Gerais. De gemeente telt 5.300 inwoners (schatting 2009).

## Aangrenzende gemeenten
De gemeente grenst aan Formiga, Itapecerica, Santo Antônio do Monte en São Sebastião do Oeste.